# Tectaria dissecta
Tectaria dissecta är en ormbunkeart som först beskrevs av Georg Forster, och fick sitt nu gällande namn av David Bruce Lellinger. Tectaria dissecta ingår i släktet Tectaria och familjen Tectariaceae. Inga underarter finns listade.